# Lokomotiva 757
Lokomotiva řady 757 je dieselelektrická lokomotiva, vzniklá celkovou rekonstrukcí starší řady 750. Stroje si objednal dopravce Železničná spoločnosť Slovensko (ZSSK) pro dopravu osobních vlaků a rychlíků na hlavních tratích na Slovensku. Mezi lety 2010–2015 bylo v závodě ŽOS Zvolen přestavěno celkem 25 strojů. 

## Zadání a průběh modernizací
Stejně jako v České republice, kde České dráhy přistoupily k modernizacím řad 750 a 753 na novou řadu 750.7, i na Slovensku bylo rozhodnuto obdobné přestavby provést. Výběrové řízení proběhlo roku 2010 a vzápětí se rozběhla přestavba první lokomotivy. Na rozdíl od českých rekonstrukcí ale byly lokomotivy přistavovány do oprav postupně díky jejich nedostatku pro běžný provoz. První přestavěná lokomotiva 757.001 (původní 750.092) vyjela na počátku roku 2011 a po zkouškách na okruhu v Cerhenicích byla předána do testovacího provozu v rušňovém depu Zvolen. Ke konci roku byla dokončena druhá lokomotiva a až do roku 2015 probíhaly další modernizace v přibližném tempu 5–6 strojů ročně. Celá série se uzavřela strojem 757.025, dokončeným na podzim téhož roku. Nové lokomotivy si rozdělila depa Zvolen, Prievidza a Humenné.

## Technický popis
V mechanické části lokomotiva většinově vychází z původní řady 750 - využit byl hlavní rám, pojezd a části skříně. Největším rozdílem při vnějším pohledu je zaslepení bočních kulatých oken a pluhy kopírující tvar pluhů na lokomotivách 751,752 SK (749,751 CZ). Nově vyrobené kabiny strojvedoucího mají zcela nové ovládací panely a  vybavení interiéru. Byly instalovány 4 boční kamery a reflektor a poziční světla byly osazeny LED. Doplněny byly též deformační prvky za nárazníky a další změny s cílem zvýšit bezpečnost a tuhost skříně.
Největší úpravou však prošlo pohonné soustrojí - dosazen byl nový spalovací motor Caterpillar 3512C HD, splňující tehdejší ekologické limity, včetně příslušenství. Výrobcem trakčního alternátoru a pomocných zařízení je firma Siemens Drásov. Tlapové trakční elektromotory zůstaly původní. Regulaci výkonu a jeho využití zajišťuje mikroprocesorový řídicí systém MORIS RV07. Stanoviště strojvedoucího prošla kompletní rekonstrukcí a byla osazena digitálními ukazateli včetně zobrazovacích displejů. Také byla doplněna výkonná elektrodynamická brzda a ovládání brzdového systému (samočinná tlaková a přídavná pneumatická brzda) změněno na elektrické. Pro větší komfort obsluhy nechybí klimatizace a hygienické zázemí.

## Provoz, využití

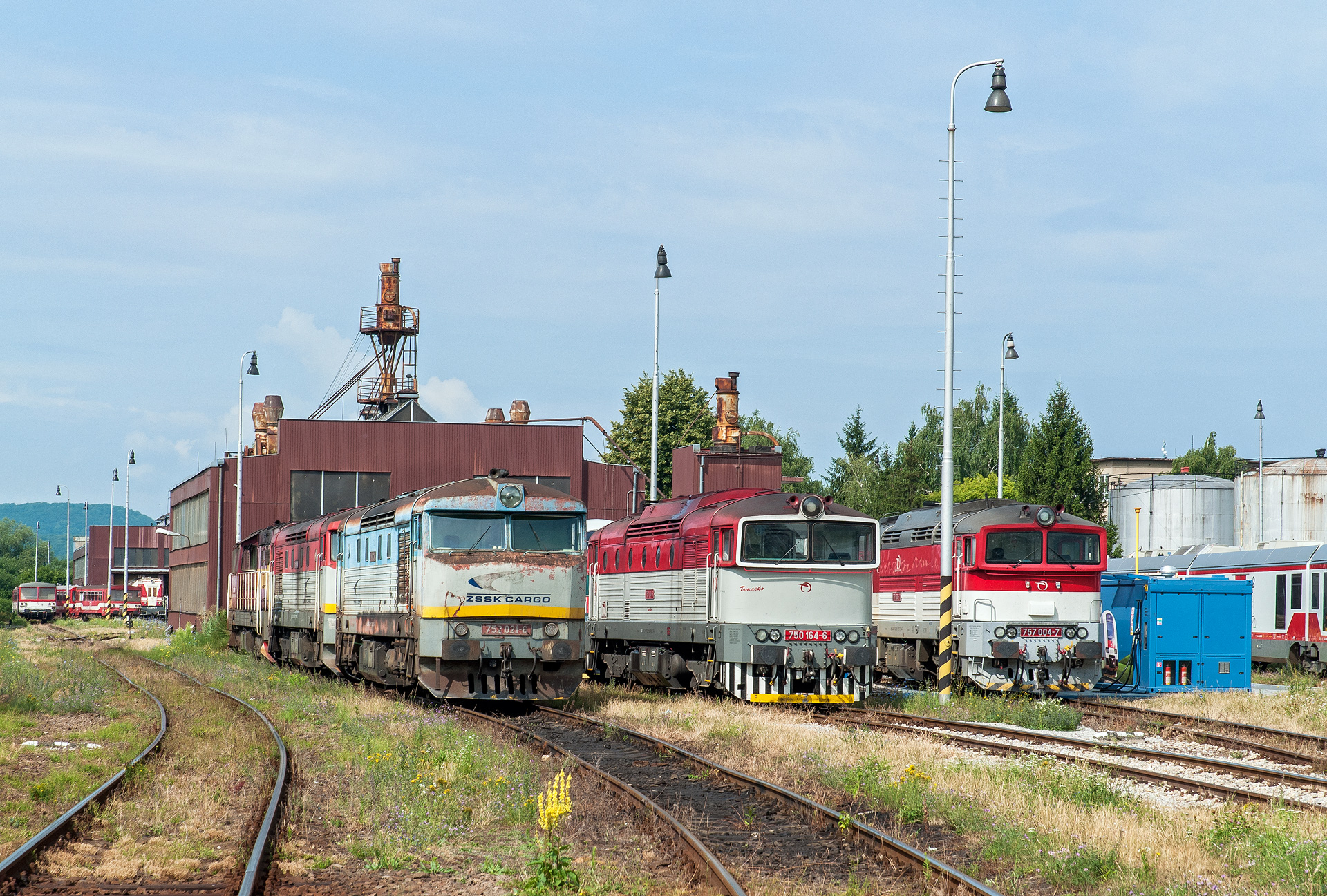
Stroj 757.004 s dalšími lokomotivami v depu Humenné

Lokomotivy jsou určeny především pro náhradu starších řad 750 a 754 v dálkové osobní dopravě, v menší míře i na regionálních osobních vlacích. Největší počet je dislokován v depu Zvolen, kde zajišťuje dopravu rychlíků na hlavních tratích do Košic, Banské Bystrice, Vrútek a Žiliny. Doplňkovým výkonem jsou osobní vlaky do Lučence a Fiľakova. V Prievidzi mají na starost dopravu bratislavských rychlíků v úseku do Leopoldova, odkud už je do cíle vozí elektrické lokomotivy. 
Zbylé lokomotivy jsou deponovány v Humenném, odkud vyrážejí na vlacích kategorie regionálny expres (REX) ve směru na Michalovce, Trebišov a Košice. V pracovní dny také dopravují posilové vlaky na trati Humenné – Stakčín a v pátek a neděli zavítají i do Prešova v čele rychlíku Šarišan. Zároveň slouží jako záložní v případě neschopnosti motorových jednotek řady 861.
Přestože již byly dodány i poslední lokomotivy řady 757, v depech Nové Zámky, Prievidza a Humenné zůstává v provozu několik posledních lokomotiv řady 750. Tyto lokomotivy by ale měly být definitivně odstaveny po dodávkách nových motorových vozů a jednotek během následujících let.